# 北条清時 (時房流)
北条 清時（ほうじょう きよとき）は、鎌倉時代中期の北条氏の一門。
歌人としての才能があり、鎌倉幕府6代将軍宗尊親王の近臣として出仕する。康元2年1月1日（1257年1月17日）、宗尊親王が御行始として鎌倉幕府5代執権北条時頼の屋敷へ訪れる際、随行した。正元2年1月20日（1260年3月3日）に昼番衆、同年2月20日（1260年4月2日）には廂番衆へ選出など、御所内番役を歴任する。
弘長元年7月7日（1261年8月4日）、「宗尊親王家百五十番歌合」では寄人を務めた。また、父である時直と共に、同3年（1263年）8月に開かれた連歌会や、文永3年（1266年）3月30日、将軍御所で催された和歌会に出座している。（『吾妻鏡』）